# Swezeyia zephyra
Swezeyia zephyra är en insektsart som beskrevs av Ronald Gordon Fennah 1956. Swezeyia zephyra ingår i släktet Swezeyia och familjen Derbidae. Inga underarter finns listade i Catalogue of Life.